# Вулиця Івана Багряного (Київ)
Ву́лиця Іва́на Багря́ного — вулиця у Дніпровському районі міста Києва. Сполучає Броварський проспект і мікрорайон ДВРЗ.
Сучасна назва на честь українського письменника Івана Багряного — з 2007 року
.